# Олимпия (яхта)
«Оли́мпия» — суперъяхта длиной 57 метров, предположительно принадлежащая Владимиру Путину.

## История
Яхта предположительно, была подарена ему российским бизнесменом и политиком Р. Абрамовичем в 2005 году. Построена в 2002 году в городе Папендрехт. Проект Feadship 663. Судно входит в сотню самых больших яхт в мире. На яхте имеются несколько катеров для водных прогулок. Все каюты отделаны красным деревом и позолочены.

## Помещения
- «Адмиральская» каюта;
- личная палуба владельца;
- джакузи с баром и барбекю (установлены на верхнем уровне);
- гостевые апартаменты кают класса люкс;
- гимнастический зал с сауной;
- шикарная ванная (по ширине на треть меньше ширины яхты);
- помещения для персонала + видеосистема Linn (стоит сотни тысяч долларов).